# محمد الجريء
محمد الجريء ولد في بنقردان، هو رجل قانون وسياسي تونسي.

## السيرة الذاتية

### الدراسات
تحصل محمد الجريء على شهادة عليا من المدرسة الوطنية للإدارة بتونس في 1972.

### المسار السياسي
بدأ مساره كمدير ديوان الوزير الأول رشيد صفر.

في 27 يوليو 1988، عين في منصب كاتب عام رئاسة الجمهورية برتبة وزير في حكومة الهادي البكوش، وأصبح في 11 أبريل 1989 كاتب عام رئاسة الجمهورية في نفس الحكومة، المنصب الذي احتفظ به في حكومة حامد القروي بعدها، قبل أن يصبح في 3 مارس 1990 وزير مدير الديوان الرئاسي في نفس حكومة القروي.

في 22 يناير 1997، عين في منصب وزير المالية في نفس الحكومة، وبقي على رأس الوزارة حتى 22 أبريل 1999.